# Bahnstrecke Alicante–Dénia

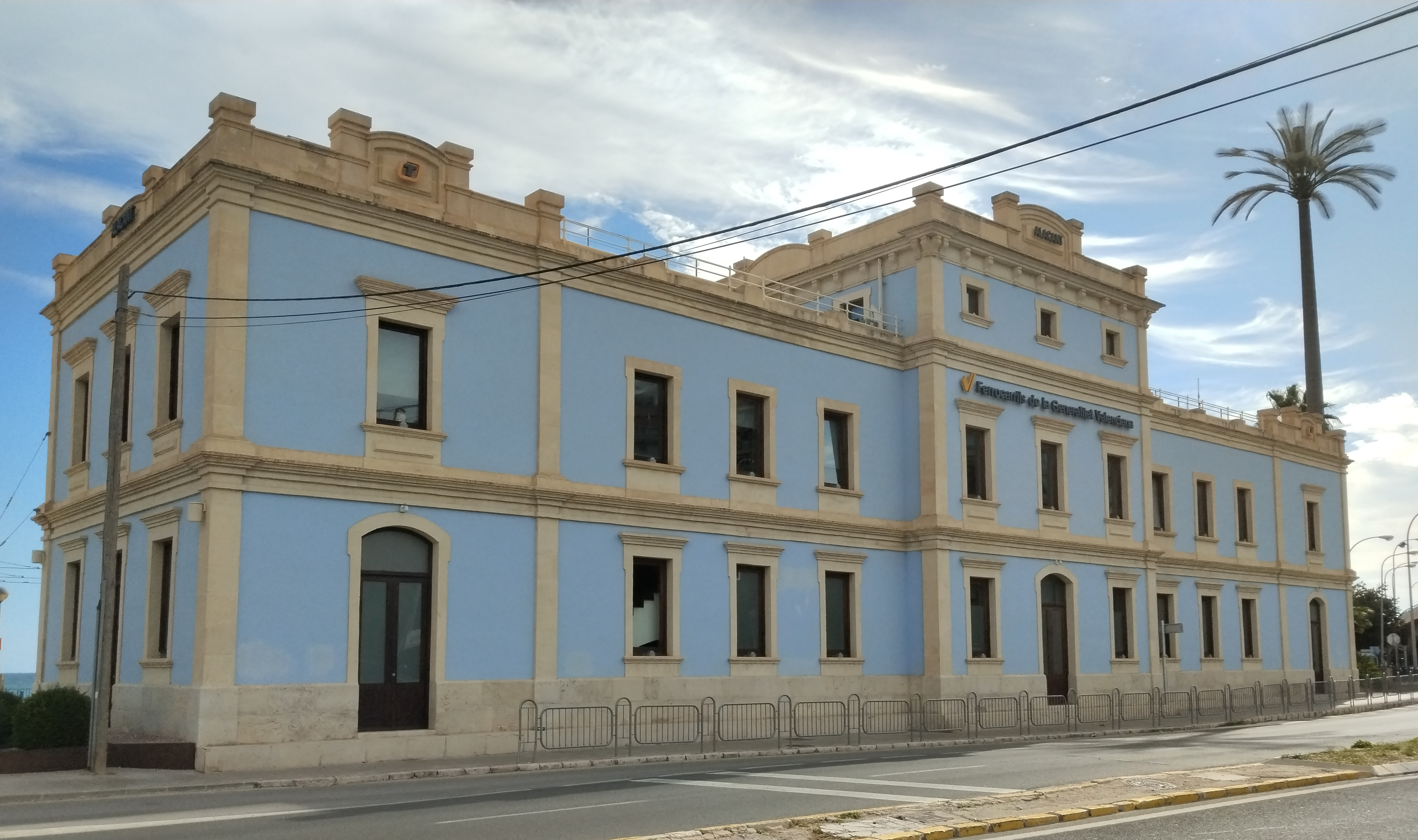
Empfangsgebäude des Bahnhofs Alacant La Marina, Straßenansicht, 2021.

| Dieseltriebwagen Baureihe 2500 auf der Strecke zwischen Olla d'Altea und Calpe. |                     |                                      |                                      |
| Übersicht Schienenstrecken nördlich Alicante |                     |                                      |                                      |
| Streckenlänge: | 93 km               |                                      |                                      |
| Spurweite: | 1000 mm (Meterspur) |                                      |                                      |
| |                     |                                      |                                      |
| \| \| -0,72 \| El Postiguet (1936–1967) \| El Postiguet (1936–1967) \| \| \| 0,000 \| Alicante La Marina \| Alicante La Marina \| \| \| 2,534 \| Finca ADOC \| Finca ADOC \| \| \| \| ab 1962[1] \| \| \| \| 3,491 \| Albufereta \| Albufereta \| \| \| \| Condomina \| \| \| \| \| Discotecas \| \| \| \| \| Campo de Golf \| \| \| \| 7,099 \| El Palmeral \| El Palmeral \| \| \| 8,090 \| Carrabiners \| Carrabiners \| \| \| 8,828 \| San Juan de Alicante \| San Juan de Alicante \| \| \| \| Les Llances \| \| \| \| \| Fabraquers \| \| \| \| 10,934 \| Salesians \| Salesians \| \| \| \| Pla de Barraques \| \| \| \| 12,595 \| El Campello \| El Campello \| \| \| \| Poble Espanyol \| \| \| \| \| Amerador \| \| \| \| \| Coveta Fumà \| \| \| \| \| Cala Piteres \| \| \| \| 19 \| (400 m) \| (400 m) \| \| \| 21,775 \| La Mercè \| La Mercè \| \| \| 22,450 \| Venta Lanuza (früher Las Cañadas) \| Venta Lanuza (früher Las Cañadas) \| \| \| 27,380 \| Montiboli \| Montiboli \| \| \| 28,422 \| Paradís \| Paradís \| \| \| 30,590 \| Villajoyosa \| Villajoyosa \| \| \| 31,111 \| La Creueta \| La Creueta \| \| \| 32,371 \| Costera Pastor \| Costera Pastor \| \| \| \| Hospital Vila \| \| \| \| \| Centro Comercial la Marina–Finestrat \| \| \| \| \| Terra Mítica \| \| \| \| 41,695 \| Benidorm \| Benidorm \| \| \| \| Disco Benidorm \| \| \| \| 44,817 \| Camí Coves \| Camí Coves \| \| \| 46,135 \| L’Alfàs del Pi bis 1943 Haltepunkt \| L’Alfàs del Pi bis 1943 Haltepunkt \| \| \| \| El Albir \| \| \| \| 48,308 \| Ventorrillo \| Ventorrillo \| \| \| 50,931 \| Altea \| Altea \| \| \| 51,830 \| Garganes \| Garganes \| \| \| \| Cap Negret \| \| \| \| 54,376 \| Olla d´Altea \| Olla d´Altea \| \| \| \| Barranco del Mascarat \| \| \| \| 61,842 \| Calp \| Calp \| \| \| 64 \| Barrancada de Pou–Roig \| Barrancada de Pou–Roig \| \| \| 64,189 \| Ferrandet \| Ferrandet \| \| \| \| 3 Tunnel (60 m+40 m+122 m+114 m) \| \| \| \| \| Pont del Quisi \| \| \| \| \| (127 m) \| \| \| \| 72,272 \| Benissa \| Benissa \| \| \| 74,850 \| Teulada \| Teulada \| \| \| \| 4 Tunnel (155 m+160 m+137 m) \| \| \| \| \| N–332 \| \| \| \| \| Río Xaló–Gorgos (300 m) \| \| \| \| 81,645 \| Gata de Gorgos \| Gata de Gorgos \| \| \| 87,680 \| La Xara \| La Xara \| \| \| 89,790 \| La Sella I.C. \| La Sella I.C. \| \| \| 89,990 \| La Pedrera (früher Hospital Dénia) \| La Pedrera (früher Hospital Dénia) \| \| \| 91,275 \| Alqueries \| Alqueries \| \| \| \| Anbindung Denia Norte \| \| \| \| 92,575 \| Dénia ESA \| Dénia ESA \| \| \| \| \| \| \| Quellen: [2] \| \| \| \| |                     |                                      |                                      |
| Haltepunkt / Haltestelle Streckenanfang (Strecke außer Betrieb) | -0,72               | El Postiguet (1936–1967)             | El Postiguet (1936–1967)             |
| Kopfbahnhof Strecke bis hier außer Betrieb | 0,000               | Alicante La Marina                   | Alicante La Marina                   |
| Haltepunkt / Haltestelle | 2,534               | Finca ADOC                           | Finca ADOC                           |
| Tunnel |                     | ab 1962                              | ab 1962                              |
| Haltepunkt / Haltestelle | 3,491               | Albufereta                           | Albufereta                           |
| Haltepunkt / Haltestelle |                     | Condomina                            | Condomina                            |
| Haltepunkt / Haltestelle |                     | Discotecas                           | Discotecas                           |
| Haltepunkt / Haltestelle |                     | Campo de Golf                        | Campo de Golf                        |
| Bahnhof | 7,099               | El Palmeral                          | El Palmeral                          |
| Haltepunkt / Haltestelle | 8,090               | Carrabiners                          | Carrabiners                          |
| Haltepunkt / Haltestelle | 8,828               | San Juan de Alicante                 | San Juan de Alicante                 |
| Haltepunkt / Haltestelle |                     | Les Llances                          | Les Llances                          |
| Haltepunkt / Haltestelle |                     | Fabraquers                           | Fabraquers                           |
| Haltepunkt / Haltestelle | 10,934              | Salesians                            | Salesians                            |
| Haltepunkt / Haltestelle |                     | Pla de Barraques                     | Pla de Barraques                     |
| Bahnhof | 12,595              | El Campello                          | El Campello                          |
| Haltepunkt / Haltestelle |                     | Poble Espanyol                       | Poble Espanyol                       |
| Haltepunkt / Haltestelle |                     | Amerador                             | Amerador                             |
| Haltepunkt / Haltestelle |                     | Coveta Fumà                          | Coveta Fumà                          |
| Haltepunkt / Haltestelle |                     | Cala Piteres                         | Cala Piteres                         |
| Tunnel | 19                  | (400 m)                              | (400 m)                              |
| Haltepunkt / Haltestelle | 21,775              | La Mercè                             | La Mercè                             |
| Haltepunkt / Haltestelle | 22,450              | Venta Lanuza (früher Las Cañadas)    | Venta Lanuza (früher Las Cañadas)    |
| Haltepunkt / Haltestelle | 27,380              | Montiboli                            | Montiboli                            |
| Haltepunkt / Haltestelle | 28,422              | Paradís                              | Paradís                              |
| Bahnhof | 30,590              | Villajoyosa                          | Villajoyosa                          |
| Bahnhof | 31,111              | La Creueta                           | La Creueta                           |
| Haltepunkt / Haltestelle | 32,371              | Costera Pastor                       | Costera Pastor                       |
| Haltepunkt / Haltestelle |                     | Hospital Vila                        | Hospital Vila                        |
| Haltepunkt / Haltestelle |                     | Centro Comercial la Marina–Finestrat | Centro Comercial la Marina–Finestrat |
| Haltepunkt / Haltestelle |                     | Terra Mítica                         | Terra Mítica                         |
| Bahnhof | 41,695              | Benidorm                             | Benidorm                             |
| Haltepunkt / Haltestelle |                     | Disco Benidorm                       | Disco Benidorm                       |
| Haltepunkt / Haltestelle | 44,817              | Camí Coves                           | Camí Coves                           |
| Bahnhof | 46,135              | L’Alfàs del Pi bis 1943 Haltepunkt   | L’Alfàs del Pi bis 1943 Haltepunkt   |
| Haltepunkt / Haltestelle |                     | El Albir                             | El Albir                             |
| Haltepunkt / Haltestelle | 48,308              | Ventorrillo                          | Ventorrillo                          |
| Bahnhof | 50,931              | Altea                                | Altea                                |
| Haltepunkt / Haltestelle | 51,830              | Garganes                             | Garganes                             |
| Haltepunkt / Haltestelle |                     | Cap Negret                           | Cap Negret                           |
| Bahnhof | 54,376              | Olla d´Altea                         | Olla d´Altea                         |
| Brücke über Wasserlauf |                     | Barranco del Mascarat                | Barranco del Mascarat                |
| Bahnhof | 61,842              | Calp                                 | Calp                                 |
| Brücke über Wasserlauf | 64                  | Barrancada de Pou–Roig               | Barrancada de Pou–Roig               |
| Haltepunkt / Haltestelle | 64,189              | Ferrandet                            | Ferrandet                            |
| Tunnel |                     | 3 Tunnel (60 m+40 m+122 m+114 m)     | 3 Tunnel (60 m+40 m+122 m+114 m)     |
| Brücke über Wasserlauf |                     | Pont del Quisi                       | Pont del Quisi                       |
| Tunnel |                     | (127 m)                              | (127 m)                              |
| Bahnhof | 72,272              | Benissa                              | Benissa                              |
| Bahnhof | 74,850              | Teulada                              | Teulada                              |
| Tunnel |                     | 4 Tunnel (155 m+160 m+137 m)         | 4 Tunnel (155 m+160 m+137 m)         |
| Brücke |                     | N–332                                | N–332                                |
| Brücke über Wasserlauf |                     | Río Xaló–Gorgos (300 m)              | Río Xaló–Gorgos (300 m)              |
| Bahnhof | 81,645              | Gata de Gorgos                       | Gata de Gorgos                       |
| Haltepunkt / Haltestelle | 87,680              | La Xara                              | La Xara                              |
| Haltepunkt / Haltestelle | 89,790              | La Sella I.C.                        | La Sella I.C.                        |
| Haltepunkt / Haltestelle | 89,990              | La Pedrera (früher Hospital Dénia)   | La Pedrera (früher Hospital Dénia)   |
| Haltepunkt / Haltestelle | 91,275              | Alqueries                            | Alqueries                            |
| Abzweig geradeaus und nach links |                     | Anbindung Denia Norte                | Anbindung Denia Norte                |
| Kopfbahnhof Streckenende | 92,575              | Dénia ESA                            | Dénia ESA                            |
| |                     |                                      |                                      |
| Quellen: |                     |                                      |                                      |

Die Bahnstrecke Alicante–Dénia, auch: Trenet de la Marina ist eine meterspurige Schmalspurbahn in Spanien. Sie verläuft von Alicante entlang der Küste in Richtung Nordosten bis Denia an der Grenze zur Provinz Valencia. Sie gehört heute zum Netz der Stadtbahn Alicante.
Der Betrieb wurde von der privaten Gesellschaft Estratégicos y Secundarios de Alicante in zwei Abschnitten 1914 und 1915 aufgenommen. 1964 erfolgte der Übergang auf die Explotación de Ferrocarriles por el Estado (EFE), bevor 1986 die Ferrocarrils de la Generalitat Valenciana (FGV) Strecke und Betrieb übernahmen. Ab dem 15. August 2003 erfolgte die abschnittsweise Integration in die Stadtbahn Alicante, die seit dem Abschluss der Arbeiten im Endabschnitt vor Dénia und der Betriebsaufnahme der Stadtbahnlinie L9 auf der gesamten Länge seit Januar 2025 vorerst abgeschlossen ist.

## Geschichte

### Vorgeschichte
Erste Überlegungen für eine Eisenbahnstrecke in iberischer Breitspur zwischen Alicante und Dénia stellte der alicantiner Anwalt und Unternehmer Juan Bautista Lafora Caturla bereits ab 1864 an. Als Inhaber der Konzession für die 1884 eröffnete Breitspurstrecke von Murcia nach Alicante sah er Möglichkeiten für eine Weiterführung. Doch erst am 23. März 1882 bekam er Studien über mögliche Eisenbahnstrecken von Alicante nach Villajoyosa und von Altea nach Dénia sowie am 13. Mai 1882 für den dazwischenliegenden Abschnitt genehmigt, die Verlängerung nach Norden bis Valencia wird nur beantragt. Am 7. April 1883 werden die drei Strecken zu einer einzigen zusammengefasst, und am 1. August 1889 erhält Lafora für 99 Jahre die Konzession für Bau und Betrieb einer entsprechenden Schmalspurbahn. Der Abschnitt von Alicante bis Villajoyosa ist innerhalb von zwei Jahren fertigzustellen. Parallel beantragte Gabriel Moreno Campo aus Dénia am 13. April 1891 eine Konzession für eine Dampfstraßenbahn von Dénia über Ondara und Gata de Gorgos nach Jávea.
Bauarbeiten erfolgen dennoch nicht, vielmehr verkauft Lafora seine Rechte 1901 an den Bergbauingenieur José Carbonell Morand. Dieser gründete am 3. Juli 1902 die beiden Unternehmen Compañía de los Ferrocarriles de Alicante a La Marina, S. A. und die Ferrocarril de Alicante a la Marina, S. A. Letztere hatte ihren Sitz in Madrid, ein Kapital von 1,25 Millionen Peseten und war, mit Genehmigung vom 8. November 1902, finale Inhaberin der Konzession. Am gleichen Tag begannen vorbereitende Arbeiten mit dem Ziel, am 19. März 1903 einen ersten Abschnitt der Strecke zu eröffnen. Doch aufgrund von Kapitalmangel, Verzögerungen bei den erforderlichen Enteignungen und Streiks der Arbeiter schleppten sich die Arbeiten dahin, weshalb das Bauministerium mehrfach Laufzeitverlängerungen zugestand. Am 18. Juli 1910 lief die Konzession schließlich endgültig ab und wurde zehn Tage später einschließlich der bereits beschafften Fahrzeuge (zumindest zwei Lokomotiven) und der geschaffenen Infrastruktur eingezogen. In einer Hauptversammlung am 2. Oktober 1910 beschloss das Unternehmen seine Auflösung.
Da die Konzession für den Abschnitt von Alicante bis Villajoyosa vor dem Inkrafttreten des Ley de Ferrocarriles Secundarios y Estratégicos im Jahre 1908 erteilt und ein nachträglicher Einbezug abgelehnt wurde, garantierte der spanische Staat hier, im Gegensatz zum Folgeabschnitt von Villajoyosa nach Dénia, keine Mindestverzinsung des eingesetzten Kapitals. Erst am 8. August 1910 wurde auch der Abschnitt bis Villajoyosa im Zuge einer wiederholten Neuausschreibung in den Geltungsbereich des genannten Gesetzes aufgenommen. In der Fachpresse wurde damals der Vorwurf erhoben, die Konzessionsinhaber beziehungsweise deren Vertreter hätten paktiert und hinter den Kulissen dahingehend agiert, dass die Aufnahme des Abschnitts in die staatliche Förderung und die Festsetzung eines deutlich höheren einzusetzenden Kapitals als ursprünglich geplant erfolgte. Für den Abschnitt von Villajoyosa bis Dénia wurde das eingesetzte Kapital auf 17.985.702,76 Peseten, für den Abschnitt von Alicante nach Villajoyosa in der erfolglosen ersten Versteigerung auf 5.666.960 Peseten, in der zweiten auf 7.499.849 Peseten festgelegt.

### Bau
Am 27. September 1910 erhielt die Firma Boffinet, Solms y Compañía, deren Geschäftsführer Carbonell war, die Rechte für Bau und Betrieb des Abschnitts von Villajoyosa nach Dénia. Am 24. Oktober 1910 erfolgte die Gründung der Compañía de los Ferrocarriles Estratégicos y Secundarios de Alicante (ESA), nach anderen Quellem am gleichen Tag beziehungsweise am  15. November 1910 die der Compañía de los Caminos de Hierro Estratégicos y Secundarios de Alicante (ESA) mit einem Gesellschaftskapital von 4,75 Millionen Peseten (davon nur 25 % eingezahlt), zusätzlich wurden Obligationen in gleicher Höhe beziehungsweise, nach anderer Quelle, in Höhe von 88.824.000 Peseten ausgegeben. Die Konzession wurde am 15. November 1910 auf die ESA übertragen. Der Bau durch das französische Unternehmen von J. Perchot und G. Marx begann am 13. Februar 1911, nach anderen Angaben am 11. Februar, mit einem ersten Spatenstich durch König Alfonso XIII. in Villajoyosa. Später übernahm die Firma Societé International des Travaux Públics die Bauarbeiten.
Am 8. Juli 1911 sicherte sich die ESA in einer zweiten Ausschreibung auch die Konzession für den Abschnitt von Alicante bis Villajoyosa. Die Bauarbeiten für diesen Abschnitt führte zumindest anfangs Willy Solms, einer der Miteigentümer, aus. Sie begannen am 8. Oktober 1911. Die Geografie erforderte in diesem Abschnitt etliche Kunstbauten auch wenn der höchste Punkt der Bahn bei Benissa lediglich bei 182 müNN lag. Die Länge der Strecke betrug 93,235 Kilometer.
Bau und Erstausstattung der Strecke kosteten, zumindest ist dies die Grundlage für die vom Staat gesicherte Garantieverzinsung, rund 27 Millionen Peseten, wovon 17.985.708 Peseten auf den einen Abschnitt bis Villajoyosa und 10.852.075 Peseten auf den Restabschnitt bis Dénia entfallen.

### Im Betrieb der Estratégicos y Secundarios de Alicante (ESA)
In Betrieb genommen wurde der Abschnitt von Alicante bis Altea am 28. Oktober 1914, die Verlängerung von Altea bis Denia am 11. Juli 1915. Nach anderen Angaben erfolgte 1914 nur die Eröffnung des Mittelabschnitts von Villajoyosa nach Altea, die beiden anderen Teile gemeinsam 1915. In der Anfangszeit gab es wegen Unfällen und Entgleisungen Beschwerden über mangelnde Sicherheit. Die Genehmigung für den Bau einer Umschlagmöglichkeit im Bereich der Playa de Postiquet und damit des Hafens zu den Gleisen der Breitspur-Eisenbahnunternehmen MZA und Andaluces wurde am 16. Oktober 1916 erteilt, die Realisierung erfolgte wohl nicht. Ungefähr zeitgleich wurde mit dem Eisenbahnunternehmen NORTE vereinbart, eine direkte Verbindung zwischen Valencia und Alicante zu untersuchen.
Da das Bedienungsgebiet noch nicht so dicht bevölkert war wie heute verkehrten von Beginn an gemischte Personen- und Güterzüge. Reine Güterzüge wurden erst für den Bau des Hafens von Altea eingeführt, um die Steine vom Steinbruch Les Quintanes dorthin zu transportieren. Hierfür erhielt Cubiertas y Tejados S. A. am 23. Februar 1935 die entsprechende, bis 10. Januar 1945 gültige Genehmigung. Die dafür verlegten Gleise blieben bis in die 1950er Jahre liegen. Ab dem 15. Februar 1955 erfolgte die Versorgung des Zementwerkes der Cementos del Mediterráneo S. A. in Dénia mit Heizöl-Ganzzügen aus dem Lager der CAMPSA in Alicante.
Für den Personenverkehr wurde 1936 endlich eine seit 1911 mehrfach beantragte Verlängerung der Strecke bis in den Hafen von Alicante eingeweiht, die den Fußweg in die Stadt verkürzte und bis zum 27. April 1967 genutzt wurde.
Probefahrten mit Triebwagen fanden im März 1935 und im Jahr 1949 statt, der regelmäßige Einsatz begann erst ab 1957.
Die im Juli 1947 untersuchte Elektrifizierung der Strecke wurde ebenso wenig realisiert wie, mit Ausnahme der Strecke von Carcagente über Gandía nach Dénia, die Verbindung mit den anderen Schmalspurbahnen der Region (Ferrocarriles de Villena a Alcoy y Yecla (VAY) und Ferrocarril Alcoy-Gandía).

### Im Betrieb der EFE/FEVE
Ab dem 1. August 1964 übernahm die staatliche Regieeinheit Explotación de Ferrocarriles por el Estado (EFE), gegründet 1926 für die Übernahme überschuldeter Eisenbahngesellschaften, die hoch verschuldete ESA und damit den Betrieb auch dieser Strecke. Da EFE bereits seit 1943 die Strecke von Carcagente nach Dénia betrieb, wurden nun durchgehende Personenzüge auf der Gesamtstrecke (Alicante–Carcagente) möglich. Dafür wurden zum einen mehr Triebwagen eingesetzt, zum anderen die als Dénia ESA bekannte Endstation der Strecke Alicante−Dénia geschlossen und nur noch der im rechten Winkel dazu an der gleichen Straßenkreuzung gelegene Bahnhof Denia Norte benutzt.
Nur ein Jahr später wurde aus EFE die Ferrocarriles de Vía Estrecha (FEVE). Die Zusammenfassung weiterer Schmalspurbahnen unter diesem Dach, von denen einige umgehend geschlossen wurden, ermöglichte die Umverteilung nicht mehr benötigten Rollmaterials.
1964 wurde der Güterverkehr bis auf die Ganzzüge für die Versorgung des Zementwerks eingestellt, diese verkehrten bis zur Werksschließung 1971, das entsprechende Anschlussgleis wurde erst 1984 abgebaut.
Der 1964 eingeführte durchgehende Betrieb über Dénia hinaus bis Carcagente wurde bereits nach knapp fünf Jahren wieder reduziert, da der Streckenabschnitt von Carcagente nach Gandía am 11. Juli 1969 stillgelegt, teilweise auf Breitspur umgespurt und ab 1972 in die Cercanías Valencia integriert wurde. 
Am 11. Februar 1974 wurde auch das Reststück dieser nördlich angrenzenden, mitbetriebenen Strecke von Carcagente nach Dénia stillgelegt und der Trenet damit wieder auf die ursprüngliche Strecke von Alicante bis Dénia reduziert. Die Züge endeten wieder im reaktivierten Bahnhof Dénia ESA. Geplant war, den Abschnitt zwischen Gandía und Dénia ebenfalls in Breitspur wieder zu eröffnen und damit die von Valencia kommende Cercanías-Strecke zu verlängern, was bis Ende 2024 aber nicht erfolgt ist.

### Im Betrieb der FGV

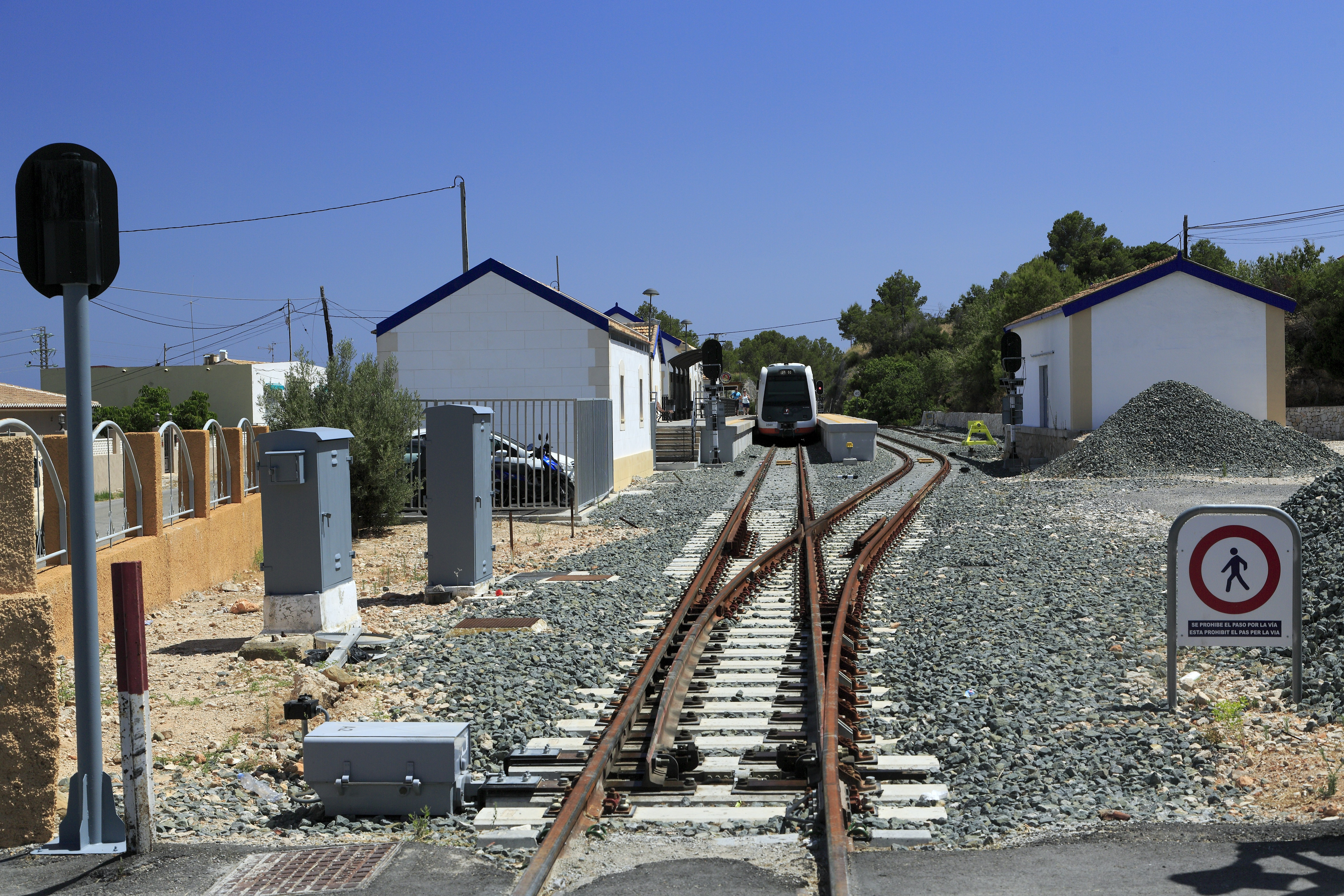
Bahnhof Calpe, Richtung Westen

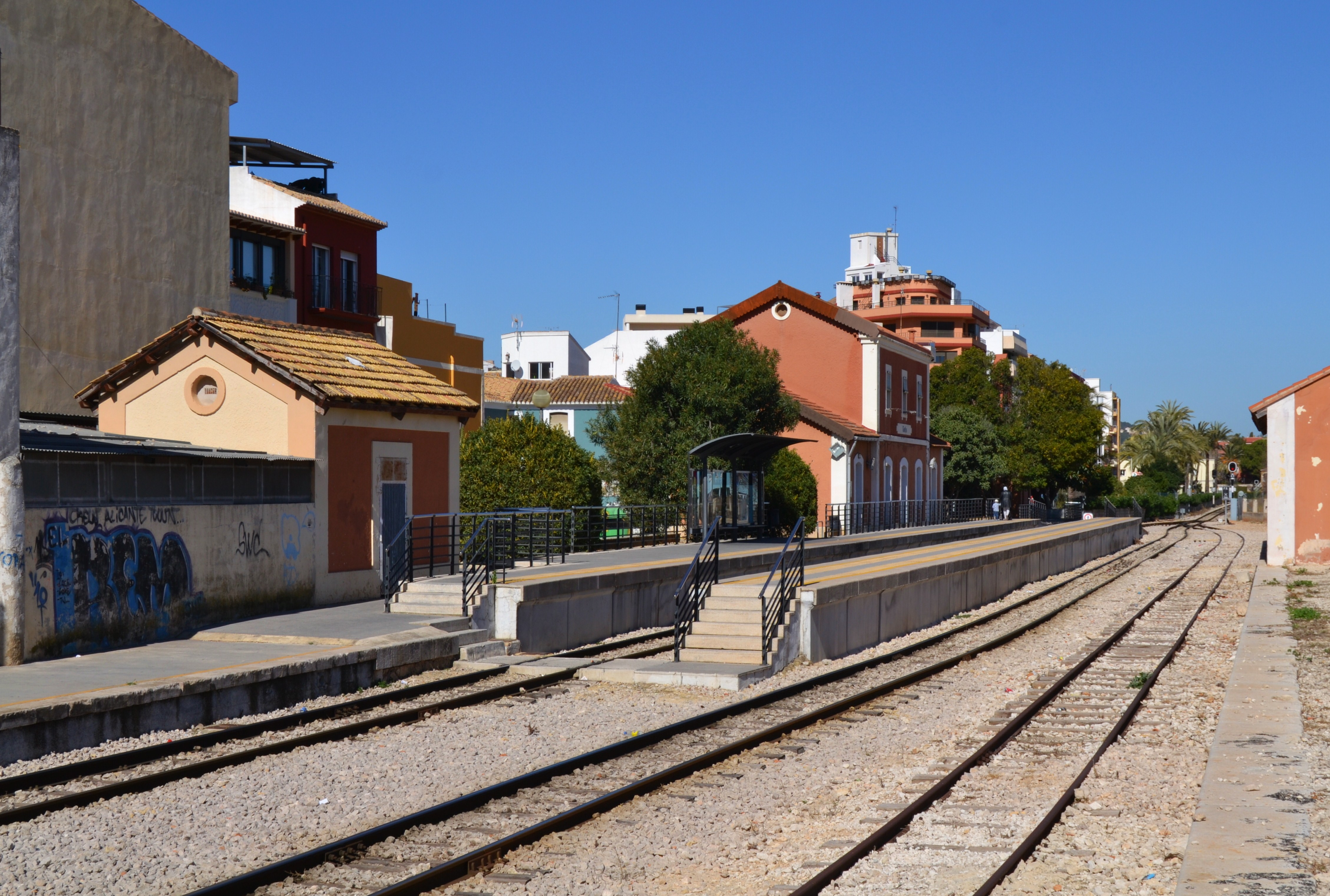
Bahnhof Gata (de Gorgos) im März 2015 vor dem Beginn der Umbauarbeiten

Im Zuge der Entwicklung der Aufgaben der Autonomen Gemeinschaften übernahm die Generalidad Valenciana 1986 die Verantwortung für die FEVE-Linien in der Valencianischen Gemeinschaft. Dafür wurde mit Gesetz vom 10. November 1986 die Nahverkehrsgesellschaft Ferrocarrils de la Generalitat Valenciana (FGV) gegründet, die zum 1. Januar 1987 Betrieb und Unterhalt der Strecke (Länge: 92,725 km) sowie acht MAN-Diesel-Doppeltriebwagen übernahm. In der Folge wurde begonnen, die heruntergewirtschaftete Infrastruktur zu sanieren und an die veränderten Bedürfnisse anzupassen, so bereits 1987 zwischen Alicante und El Campello. Am 15. Dezember 1997 wurde die neue Trasse über Condomina in Betrieb genommen und gleichzeitig der Abschnitt über Cabo de Huertas stillgelegt. Auf dem Streckenabschnitt von El Campello bis Villajoyosa wurden die grundlegenden Sanierungsarbeiten am 22. März 2002 abgeschlossen.

### Stadtbahn Alicante
Zunehmende Mobilitätsprobleme sowie das hohe Bevölkerungswachstum legten die grundlegende Umgestaltung der Bahnlinie zu einem modernen Nahverkehrssystem nahe. Am 17. März 1999 begann ein Straßenbahn-Probebetrieb zwischen den Haltestellen Puerta del Mar und Albufereta Playa in Alicante, der ab August 1999 um zwei Kilometer bis Lucentum verlängert wurde. Damit sollten die Möglichkeiten eines modernen innerstädtischen Straßenbahnsystems einschließlich der Umwandlung der alten Bahnstrecke in eine Überlandstraßenbahn aufgezeigt werden. 1999 wurde das Stadtbahnprojekt TRAM Metropolità beschlossen. Seitdem erfolgte die abschnittsweise Umstellung vom Eisenbahn- zum Straßenbahnbetrieb mit der entsprechenden Rücknahme des Eisenbahnbetriebs. Diese ist seit dem 28. Januar 2025 vorerst abgeschlossen, die Zweikrafttriebwagen der Reihe 5000 können nach dem Ersatz mehrerer Brücken bis zum Streckenende in Dénia verkehren. Weitere Informationen zu den Ausbauten, zur weiteren Entwicklung und zu den Fahrzeugen, die nach wie vor nach Eisenbahnnormen gebaut sind und verkehren, siehe bei Stadtbahn Alicante.

## Besondere Angebote

### Limón Express

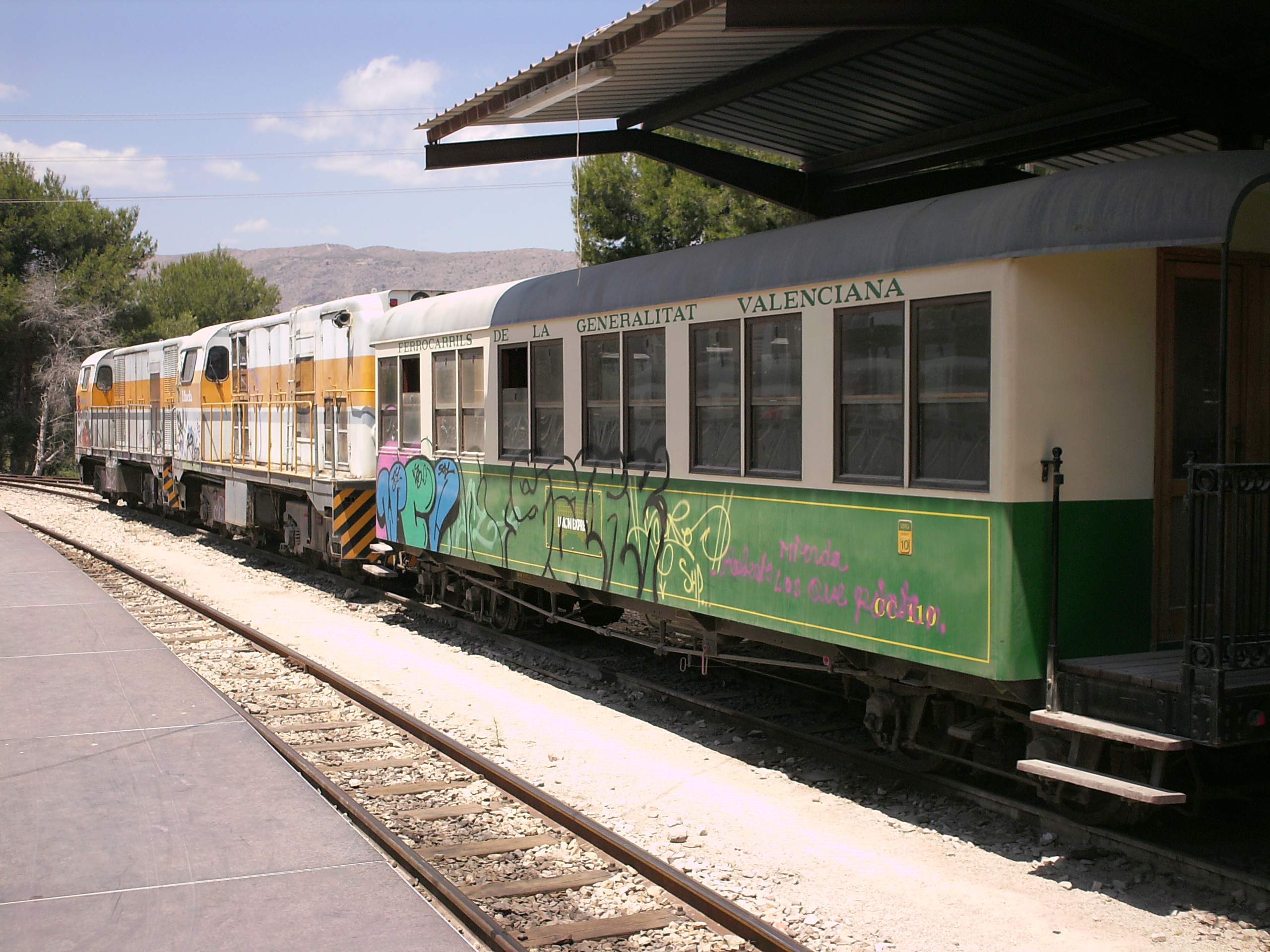
Ein Personenwagen und zwei Lokomotiven des Limón Exprés im Bahnhof Benidorm

Auf der Strecke verkehrte mit dem Limón Expres (Zitronenexpress) der erste Touristikzug Spaniens. Die Idee dafür hatte der Engländer David A. G. Simpson, der im Bahnhof Benidorm zur Verschrottung abgestellte Reisezugwagen der Bahnlinie von Carcagente nach Dénia sah. Die Wagen und vom Ferrocarril Manresa – Olván stammende Diesellokomotiven wurden aufgearbeitet. Ab dem 1. Juni 1971 startete das Projekt auf dem Abschnitt von Benidorm nach Dénia, wurde bald auf Gata de Gorgos und damit auf den landschaftlich reizvollsten Abschnitt eingekürzt.
Nach mehreren Entgleisungen wegen des schlechten Zustands der Fahrzeuge verkehrt der  Limón Expres seit dem 27. Mai 2005 nicht mehr. Vor einer Wiederaufnahme des Betriebs müsste das Rollmaterial aufgearbeitet werden. Wegen anderer, wichtigerer Projekte wie der Streckenelektrifizierung ist dies jedoch nicht in naher Zukunft zu erwarten. Unklar ist zudem, wie ein gemeinsamer Betrieb auf den für den Stadtbahnbetrieb umgebauten Gleisen möglich ist.

### Trensnochador
Dieser Nachtverkehr wurde ab dem 8. Juli 1988 und nur in den Nächten von Freitag auf Samstag und Samstag auf Sonntag in den Monaten Juni bis September zwischen Alicante und El Campello angeboten. Bereits im Folgejahr wurde das Angebot über Benidorm bis Altea ausgeweitet und von 69.773 Fahrgästen genutzt. Der Trensnochador verband die verschiedenen Vergnügungsstätten und Freizeiteinrichtungen entlang der Strecke, so dass diese von Anwohnern wie Touristen einfach, schell und sicher erreicht werden konnten, ohne Auto fahren zu müssen. Die hohe Nachfrage zeigt, dass dies erfüllt wird. Mit der Einführung des Stadtbahnverkehrs wurde das Angebot in TRAMnochador umbenannt und ausgeweitet.

## Fahrzeugeinsatz

### Dampflokomotiven

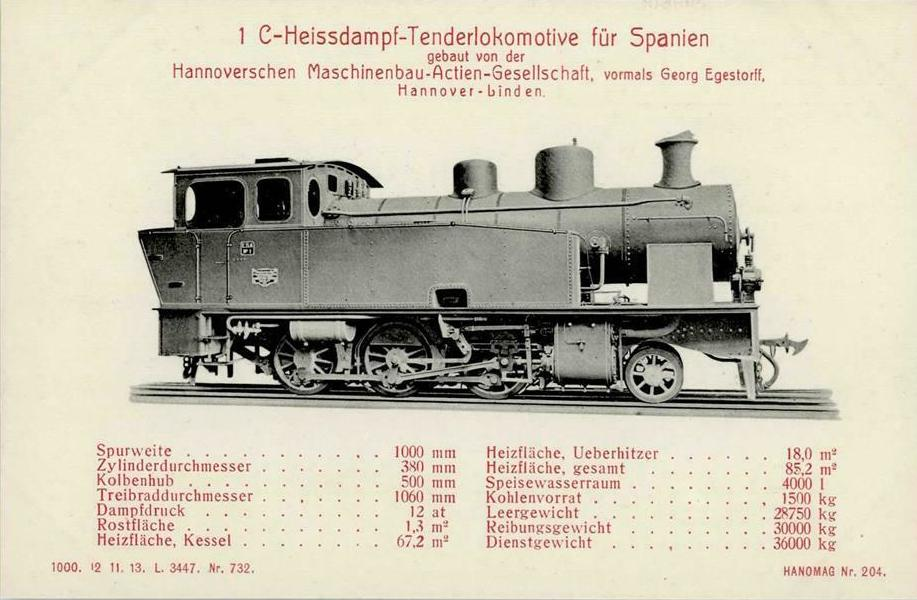
Typenblatt der von Hanomag gelieferten Lokomotiven

Übernehmen konnte die ESA die beiden bereits 1903 vom vorherigen Konzessionsinhaber für den Bau beschafften B-Kuppler Santa Rita (Fabriknummer 138) und Exito (Nr. 170) der Stahlbahnwerke Freudenstein. Nach Abschluss der Bauarbeiten wurden diese an den Ferrocarril de Ponferrada-Villablino verkauft, erstere ist im Eisenbahnmuseum Ponferrada erhalten.
1913 wurden bei Hanomag vier (Fabriknummern 6947–6950, Betriebsnummern 1–4) und bei La Maquinista Terrestre y Marítima (MTM) sechs (Fabriknummern 72–77, Betriebsnummern 5–10) baugleiche, in Lizenz gefertigte 1'C–Tenderlokomotiven bestellt, die noch im gleichen Jahr beziehungsweise im Folgejahr (ab Nr. 7) geliefert wurden. Vom Ferrocarril de Sierra Menera kamen zwei 2'D–Tenderlokomotiven der North British Locomotive Company aus dem Jahr 1907. Diese wurden als SM–12 Zoila und SM–14 Blanca (Fabriknummern 18095 und 18097) eingesetzt und später an den ursprünglichen Eigentümer zurückgegeben. Lok Nr. 9 wurde bereits 1951 zerlegt.

### Diesellokomotiven

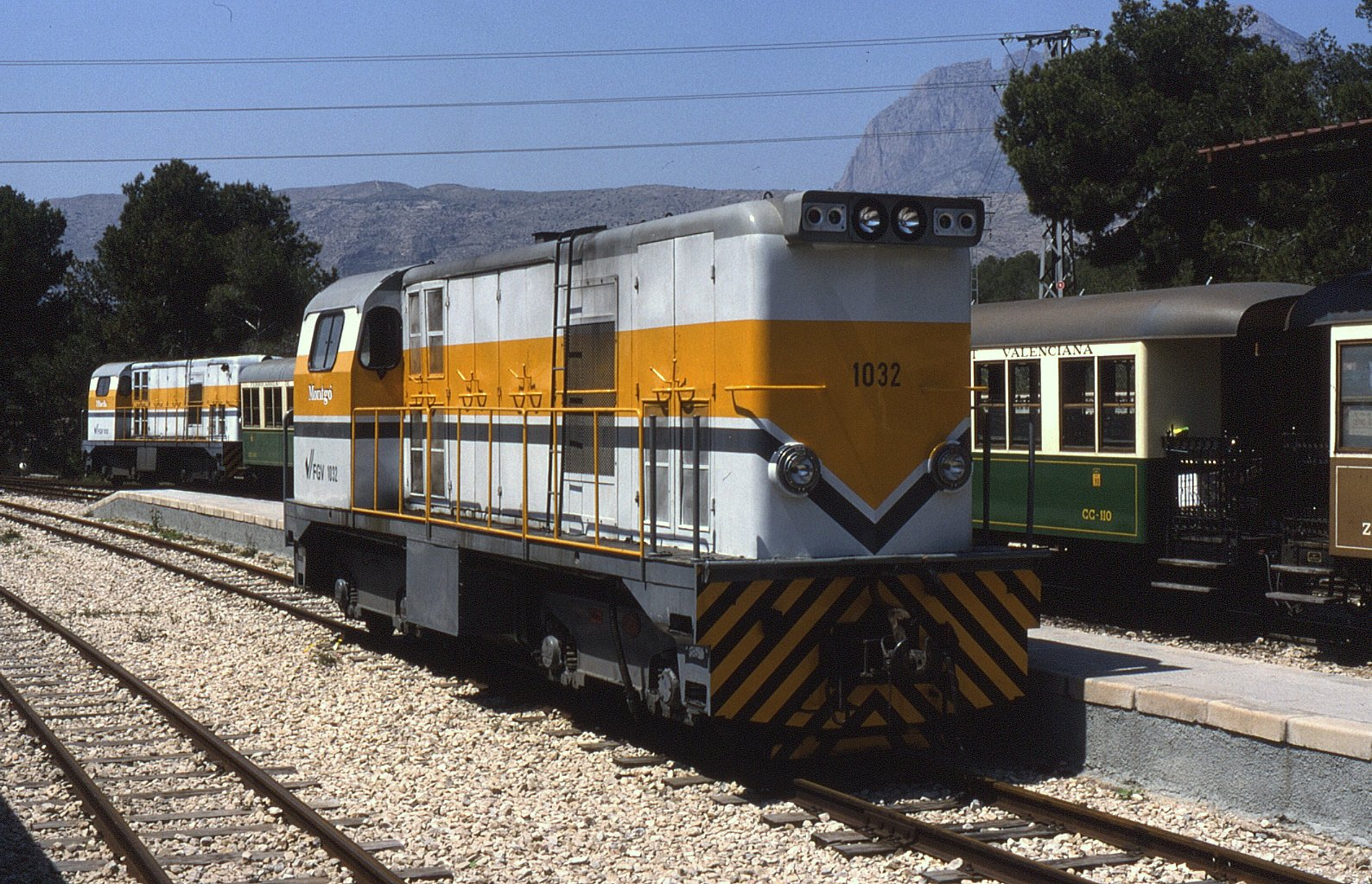
Lokomotive 1032 (Benidorm; 1997)

Die 1959 im Rahmen des Plan de Mejora y Ayuda del Estado a los Ferrocarriles de Vía Estrecha ursprünglich für die Strecke Carcagente–Dénia bei den Herstellern Batignolles und Construcciones y Auxiliar de Ferrocarriles (CAF) beschafften Diesellokomotiven 1203 und 1208 (Fabriknummern 43114.3 und 43114.6), nach anderen Quellen die Lokomotiven 1203 und 1206, verblieben nach der (Teil-)Stilllegung beim Trenet. Es handelt sich dabei um dreiachsige Lokomotiven mit Stangenantrieb, Blindwelle, hydraulischem Voith–Getriebe, Saurer-Dieselmotor mit einer Leistung von 460 PS sowie einer Höchstgeschwindigkeit von 40 km/h im Rangier- und 70 km/h im Streckengang. Sie wurden ab 1971 für den Tren Limón eingesetzt. Drei weitere Diesellokomotiven (1204, 1208, 1209) wurden von der stillgelegten Strecke Madrid–Almorox übernommen, wobei die 1209, sowie nach einem Unfall im Jahr 1984 auch die 1204, als Ersatzteilspender dienten. 1987 wurden die Lokomotiven 1203, 1206 und 1208 generalüberholt. Während die 1206 bereits im Jahr 1990 nach einem Unfall zerlegt wurde, waren die beiden anderen, meist vor Arbeitszügen, weiter im Einsatz und wurden erst 1994 abgestellt. Die Lokomotive 1203 war ab 2015 für die Firma Rover Rail bei der Erneuerung des Abschnitts zwischen Gata de Gorgos und Teulada im Bauzugeinsatz, die 1208 gehört zum Bestand des Baskischen Eisenbahnmuseums.
1988 kaufte die FGV von der FEVE zwei ebenfalls in den späten 1950er Jahren von den Firmen Alsthom und Babcock & Wilcox gebaute Diesellokomotiven der Reihe 1000 (1030, 1032). Es handelt sich dabei um dieselelektrische Lokomotiven mit zwei zweiachsigen Drehgestellen, Vakuumbremsanlage und einer Motorleistung von 850 PS. Zumindest die Lok 1032 wurde im Jahr 1997 in Gijona generalüberholt und auf den Namen Montgó getauft, die 1030 erhielt den Namen Ifach. 1994 wurden zwei weitere Lokomotiven (1022 Benacantil, Alsthom; 1024, Alsthom+Euskalduna) erworben, wobei letztere gleich zur Ersatzteilgewinnung zerlegt wurde. Die Lokomotiven 1022 und 1030 sind restauriert, wobei die letztere zumindest 2018 im Rahmen einer Festveranstaltung im Bahnhof Alicante La Marina unterwegs war, die 1032 befindet sich im Zustand von 2005.

### Wagen
Mit Betriebsaufnahme 1914 waren folgende, von Carde y Escoriaza hergestellte und, sofern nicht angegeben, mit Drehgestellen ausgestattete Wagen des Personenverkehrs vorhanden:
- 4 Wagen 1. Klasse (A1-4)
- 7 Wagen 1./2. Klasse (AB1-7)
- 6 Wagen 2. Klasse (B1-6)
- 20 Wagen 3. Klasse (C1-20 bzw.[35] C1-10 und Cf11-20)
- 3 zweiachsige Postwagen (E1-3, E1 und E2 später umgebaut zu Triebwagen AM-2 und AM-1[35])
- 6 zweiachsige Gepäckwagen (D1-6)
- 1 Salonwagen (Z1)
- 2 als „coches cellulares“ bezeichnete zweiachsige Fahrzeuge (P1-2)

1940 wurden in den eigenen Werkstätten vier weitere Gepäckwagen (DE1-DE4 bzw. DEf1-4) gebaut, einer davon aufbauend auf dem Postwagen E3, die anderen ggf. aufbauend auf den Gepäckwagen D1-6. Die Wagen B1-6, C1, C6, Cf11 und Cf13 wurden später in Wagen der Baureihen KC, KCf und DEf umgebaut, die Wagen D1-6 in Wagen der Baureihen DEf1-6, die Wagen D3 und D6 wurden noch ein zweites Mal in Beiwagen zu den Triebwagen AM-1 und AM-2 umgebaut. Alle Fahrzeuge wurden in den Jahren 1973 und 1974 verschrottet.

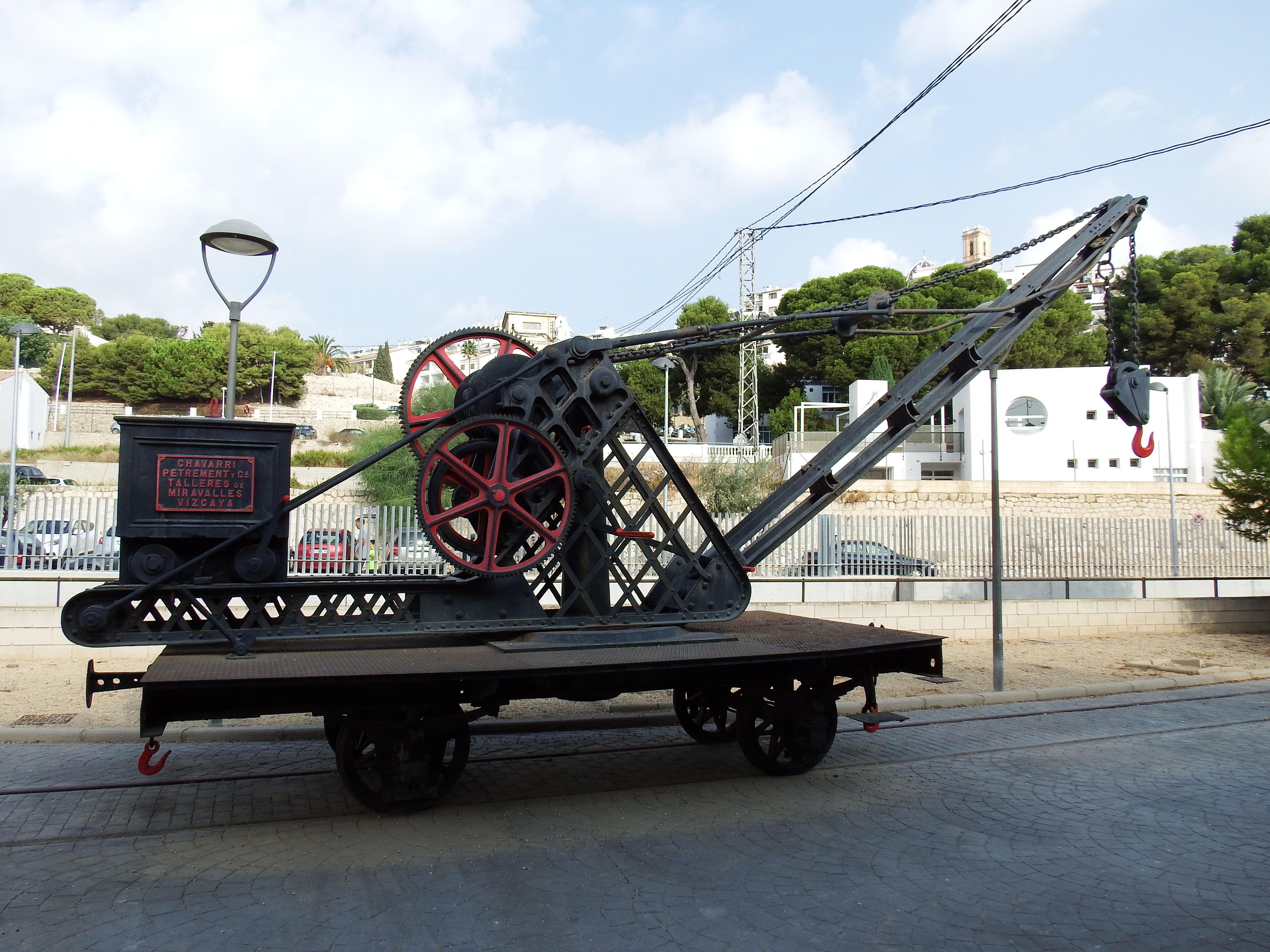
Kranwagen eines anderen Herstellers (Talleres de Miravalles) 2021 im Bahnhof Altea

Für den Güterverkehr standen die folgenden Wagen bereit:
- 8 zweiachsige Gepäckwagen (F1-F8, Hersteller: Construcciones Metálicas)
- 34 zweiachsige geschlossene Wagen (J1-22, JF1-12, Hersteller: Construcciones Metálicas)
- 6 Hochbordwagen (H1-6, Hersteller: H1 Domingo de Ortueta, Rest Talleres Miravalles)
- 26 offene Wagen (H7-20, H'1-12; Hersteller: H'11 und 12 Domingo de Ortueta, Rest Talleres Miravalles)
- 22 Niederbordwagen (I1-22; Hersteller: Domingo de Ortueta)
- 20 Käfigwagen (L1-20; Hersteller: Construcciones Met.)
- 2 Kranwagen (G1-2; Hersteller: Construcciones Met.)
- 1 Hilfswagen (S1; Hersteller: Construcciones Met.)

1956 wurden in den eigenen Werkstätten weitere Güterwagen gefertigt:
- 6 Tankwagen mit Drehgestellen (KC1-3 und KC'1-3, letztere mit Bremse)
- 2 zweiachsige geschlossene Wagen (J30, J32)

Für den Limón Expres wurden 12 bzw. 14 Wagen mit Holzaufbau aufgearbeitet in zehn bzw. zwölf Personenwagen (CC101-110 bzw. 112) und zwei Barwagen (ZZ201-202). Diese Wagen stammten in der Regel von der Bahnlinie Carcagente-Dénia, einige kamen aber auch von der Bahnlinie Manresa-Olvan (CC108–112) oder es wurden von den Ferrocarrils de la Generalitat de Catalunya übernommene Wagenkästen mit den vorhandenen Drehgestellen kombiniert (CC101, 105–107).
Alle Wagen des Limón Expres wurden 1987 in den Werkstätten Miró Reig in Alcoy umgebaut (unter anderem Druckluftbremse) und erneuert (unter anderem einheitlicher Stahlwagenkasten). Da sich der Zustand der Fahrzeuge verschlechterte, kam es nach mehreren Entgleisungen am 27. Mai 2005 zur Einstellung des Angebots. Die vollständige Aufarbeitung des Rollmaterials ist derzeit nicht in Sicht, 2018 waren aber zumindest je ein Bar- und Sitzwagen aufgearbeitet.

### Triebwagen
Um die Bedienung der Strecke effektiver zu gestalten, wurden Dieseltriebwagen eingesetzt. Nach ersten Probefahrten 1935 folgten 1949 weitere mit dem in den eigenen Werkstätten selbst gebauten AM-1 (26 Sitz-, 24 Stehplätze). Ein zweiter Eigenbau (AM-2) folgte 1950. Der regelmäßige Triebwageneinsatz erfolgte ab 1957, 1958 wurden zwei Triebwagen (AM-3 und 4 bzw. FEVE 2123 und 2124) aus der Baureihe A 150 D7 der Établissements Billard in Betrieb genommen, dazu kamen noch zwei Beiwagen (FEVE 5106 und 5107).
Nach der Stilllegung der VAY im Jahr 1969 wurden deren Triebwagen Nr. 11 bis 18 sowie 20 übernommen, wobei die Triebwagen 11 bis 15 schon bald an den ebenfalls zu FEVE gehörenden Ferrocarril de La Robla weitergegeben wurde. Auch die VAY-Beiwagen 1, 2, 7, 9, 11 und 12 sowie der Salonwagen wurden übernommen.
1970 kamen die drei Billard-Triebwagen 2111 bis 2113 samt den Beiwagen 5101 und 5102 vom im gleichen Jahr stillgelegten Ferrocarril de Peñarroya a Puertollano zum Trenet. Bis 1974 folgten von der 1968 stillgelegten Bahnstrecke Málaga–Fuengirola die Billard-Triebwagen 2114, 2115, 2116, 2126, 2129, 2141 und 2145 mit den Beiwagen 5103, 5104 und 5108, 21. Insgesamt kamen beim Trenet zwischen 1975 und 1980 17 Motor- und 10 Beiwagen zum Einsatz. Neben den bereits genannten Fahrzeugen waren dies 2118, 2119, 2122, 2130 und 2131. Bei der Abstellung im Dezember 1984 waren noch zwölf davon einsatzbereit. Auch zwei der ab 1958 von FEVE beschafften Ferrostaal-Triebwagen (2013 und 2029) kamen über die Bahnstrecke Carcagente–Dénia schließlich zum Trenet.

#### MAN-Dieseltriebwagen

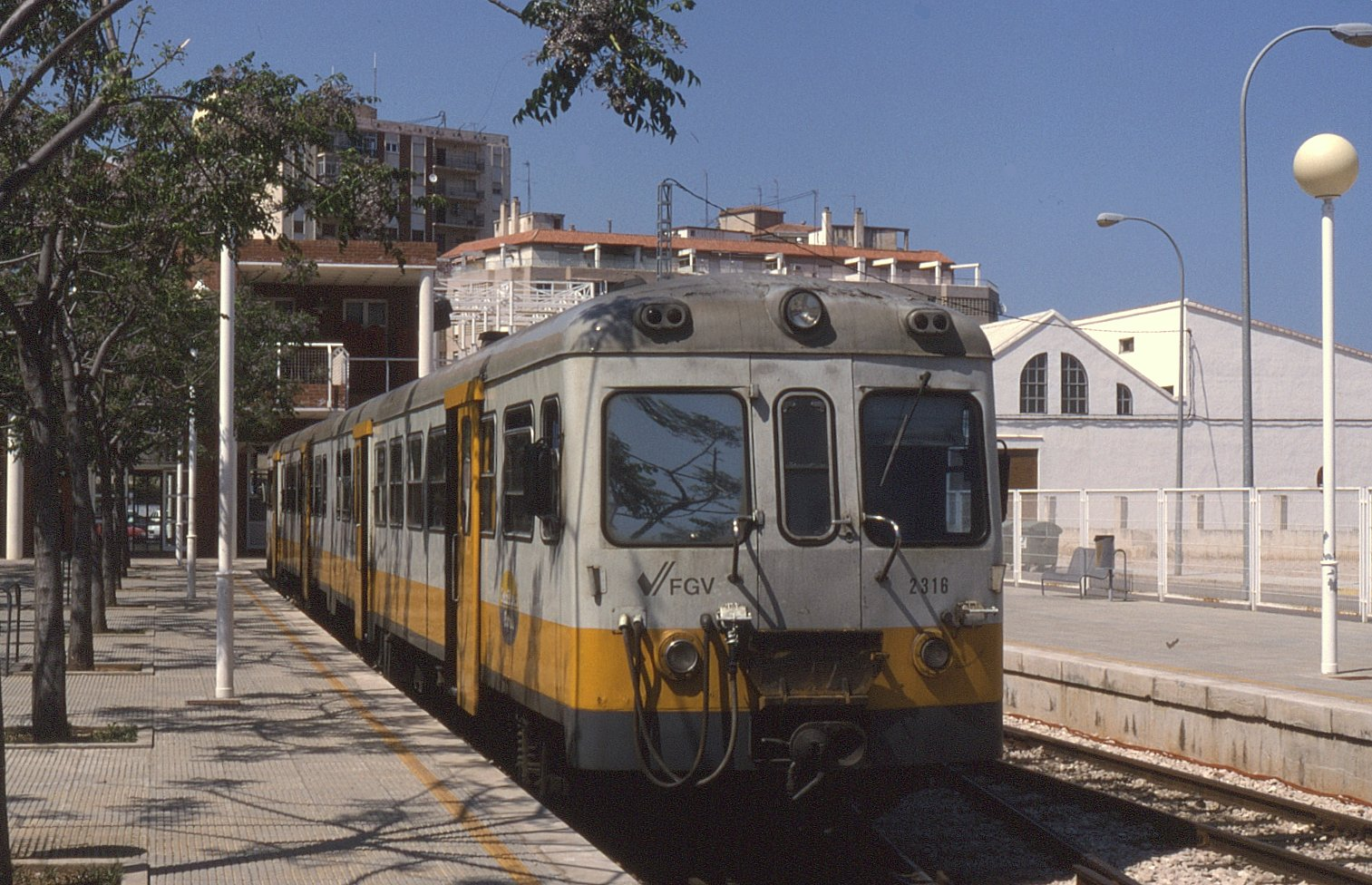
Triebwagen 2316 (Dénia; 1997)

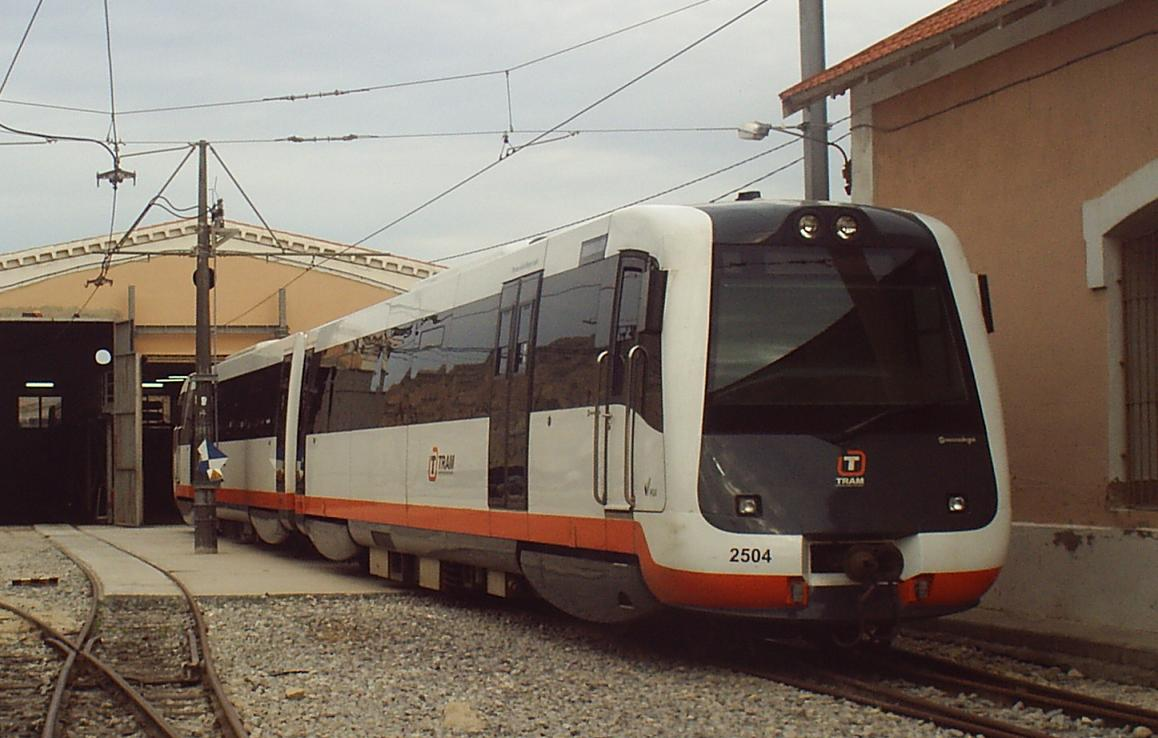
Triebwagen 2504 (Alicante La Marina; 2009)

1966 bis 1974 erhielt die FEVE eine größere Zahl Triebwagen der von der MAN (Maschinenfabrik Augsburg-Nürnberg AG) entwickelten Baureihe 2300. 1983 und 1984 erfolgten erste Umbauten zu Doppeltriebwagen samt Remotorisierung. Drei Exemplare wurden ab 1984 beim Trenet eingesetzt. Im Januar 1987 gab die FEVE insgesamt acht Doppeltriebwagen (2301 bis 2316) an die FGV ab, die zwischen Alicante und Dénia eingesetzt wurden. 1991 wurden diese erneut umgebaut und remotorisiert.
Sechs dieser Doppeltriebwagen wurden in den Jahren 2005 und 2006 zur Reihe 2500 umgebaut und modernisiert. Sie erhielten die Lackierung der Stadtbahn Alicante. Einer davon (2507–2508) war 2017 bereits im Betriebshof in El Campello abgestellt. Die nicht modernisierte Einheit 2311–2312 wurde bis Mitte des Jahres 2016 eingesetzt und ist nun ebenfalls abgestellt, die Einheit 2307-2310 dient als Ersatzteilspender.
Bis Januar 2025 waren einige Fahrzeuge noch zwischen Benidorm und Teulada im Einsatz, da die aus der Bauzeit der Strecke stammenden Brücken in diesem Teil den Einsatz der schwereren Zweikraftfahrzeuge der Baureihe 5000 verhinderten.

## Streckenbeschreibung

### Betriebsstellen

#### Alicante La Marina
Ausgangspunkt der Strecke in Alicante war der Bahnhof La Marina. Das Empfangsgebäude wurde nach bereits 32 Jahre alten Plänen von Juan Bautista Lafora errichtet. Es beherbergt heute Verwaltung, Betriebsleitung und das zentrale Stellwerk.
Ebenfalls im Bahnhof befinden sich Werkstätten und ein Lokschuppen sowie eine Tankstelle. Der ursprüngliche Ringlokschuppen samt Drehscheibe sowie die für die Kohleversorgung erforderlichen Einrichtungen sind nicht mehr vorhanden.

#### Weitere Bahnhöfe
- Altea: Lokschuppen, Drehscheibe

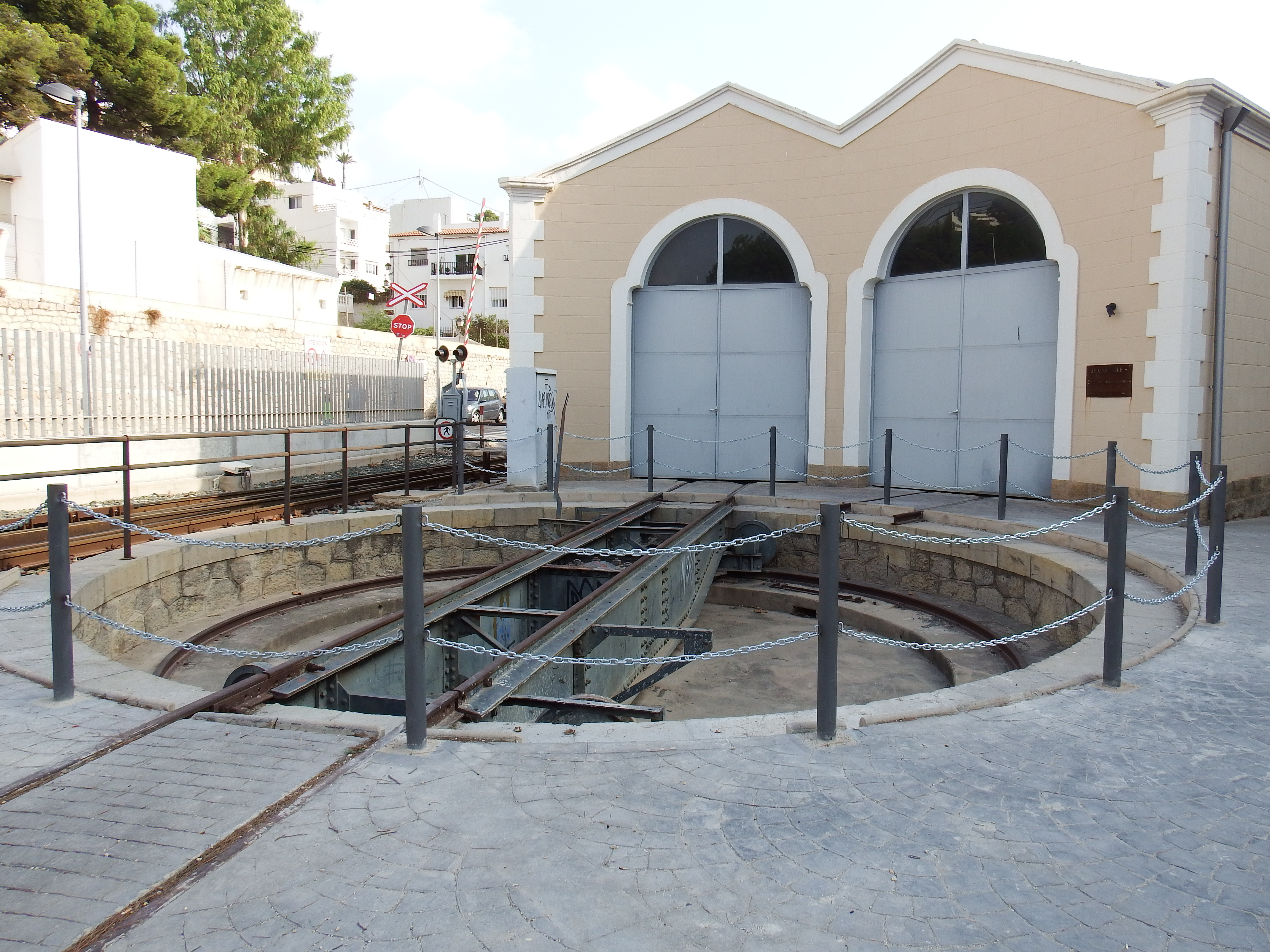
Drehscheibe und Lokschuppen im Bahnhof Altea, 2021

- Villajoyosa: Drehscheibe, Wagenhalle, Wasserturm[2]

### Kunstbauten

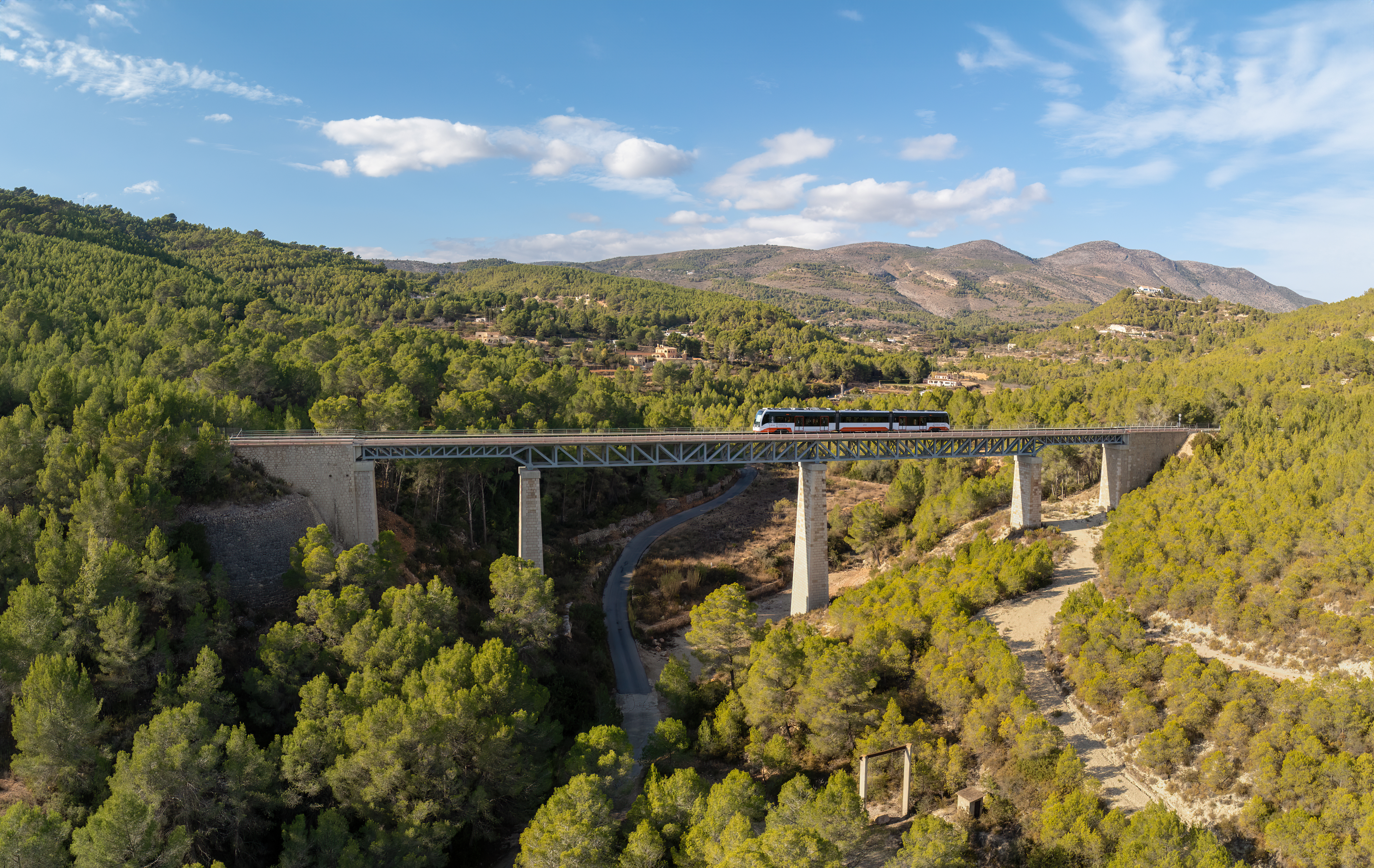
Brücke über die Barrancada de Pou–Roig bei Ferrandet (2024)

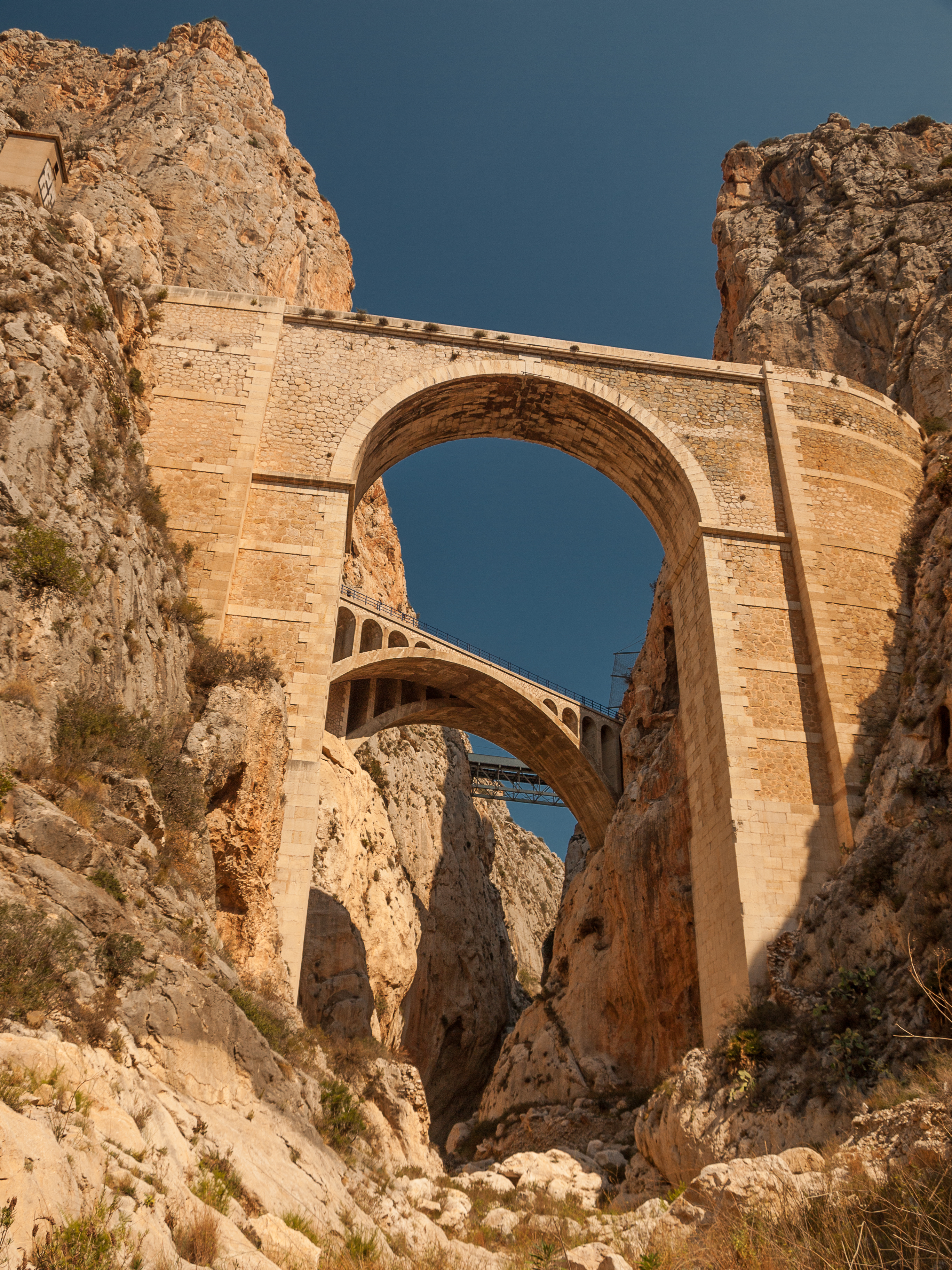
Mascarat-Brücken, vorn alte Straßenbrücke von 1885, dahinter Brücke der N–332 von 1968, im Hintergrund Stahlgitterbrücke des Trenet von 1915, (2015)

Insgesamt weist die Strecke 14 Tunnel mit einer Gesamtlänge von 2,5 Kilometern, 7 gemauerte Bogenbrücken, 17 Stahlbrücken (System Pratt) über 8 m Höhe sowie 38 Unter- oder Überführungen auf. Auf einer Länge von 35 Kilometern verläuft die Strecke auf Dämmen, auf 40 Kilometern in Einschnitten. Ein Viertel der Bögen weist einen Radius von unter 500 m auf, ab Campello sind Radien von 150 oder 120 m häufig. Die Steigung liegt hier zwischen 18 und 20 ‰.
Von den Brücken sind insbesondere zu nennen:
- Brücke über den Barranco de Aguas (42 m, Höhe 20 m)
- gemauerte Brücke über den Rio Seco de Villajoyosa (32 m, Höhe 25 m)
- gemauerte Brücke über den Fluss Armadorio (km 52; 135 m, vier Bögen zu je 20 m und zwei kleinere)
- gemauerte Brücke über den Fluss Tores (zwei Bögen zu je 20 m)
- Brücke über den Barranco del Mascarat (Höhe 45 m) zwischen zwei Tunneln
- Brücke über die Barrancada de Pou-Roig (km 64; 2 × 42 m und 2 × 22 m, mittlere Höhe 28 m)
- Viaducto de Santa Ana (km 68; 2 × 42 m und 4 × 22 m, mittlere Höhe 40 m)
- Brücke über den Gorgos (300 m, nach anderer Quelle[49] 200 m)
- Brücke über den Fluss Algar

### Gleise
Ursprünglich wurden Schienen mit einem Metergewicht von 30 Kilogramm (Steigungen unter 14 ‰) oder 32,5 Kilogramm eingebaut, die von den Firmen AHV und d’Angleur geliefert wurden. Bei einem späteren Schienenaustausch wurden schwerere Schienen (54 kg/m bis Campello, 45 kg/m sonst) eingebaut.

## Wirtschaftliche Entwicklung
Nach der Eröffnung entsprachen die Betriebsergebnisse den Erwartungen, die Einnahmen stiegen und übertrafen die Ausgaben (1915: E 478.780 Pts., A 344.403 Pts.; 1920: E 1.091.199 Pts, A 727.089 Pts; 1925: E 1177.029 Pts, A 747.470 Pts). Daher wurde der Consejo Superior de Ferrocarriles bereits sehr früh gebeten, einer Umspurung auf Breitspur zuzustimmen. Doch anschließend sanken die Einnahmen, die Ausgaben stiegen, so dass 1927 ein erster Verlust in Höhe von 118.287 Peseten (fast 13 % des Umsatzes) auflief. Ab 1930 gibt es kein verlustfreies Jahr mehr, für das Jahr 1945 errechnet sich bei Einnahmen von knapp 2,6 Millionen Peseten und Ausgaben von gut 3,1 Millionen Peseten ein Defizit von 559.796 Peseten. Im Jahr 1962 stehen Einnahmen in Höhe von 6.595.476 Peseten Ausgaben in Höhe von 13.349.336 Peseten gegenüber.
1922 werden 315 189 Personen (rund 5000 weniger als im Vorjahr) sowie 37.939 t Güter (etwa 3500 t mehr) als im Vorjahr transportiert.
Im Schnitt der Jahre 1917 bis 1936 nutzten jährlich 240 000 Fahrgäste die Züge, in den 1950er Jahren stieg die Zahl der Fahrgäste auf über 500 000 an.